# Elimkyrkan, Sundsvall
Elimkyrkan är en kyrkobyggnad vid Nytorget i Stenstan i centrala Sundsvall. Kyrkan har hört till Sundsvalls baptistförsamling, bildad 1855. Den 2 april 2023 gick församlingen samman med Haga baptistförsamling, före detta Skönsbergs baptistförsamling, grundad 1889, och bildade församlingen Baptistkyrkan Sundsvall. Tills vidare behåller församlingen båda sina kyrkobyggnader: Elimkyrkan, byggd 1880, och Hagakyrkan, byggd 1972. Den nya församlingen är dubbelansluten till samfunden Evangeliska Frikyrkan och Equmeniakyrkan. Vid samgåendet var antalet medlemmar 360.

## Kyrkobyggnaden

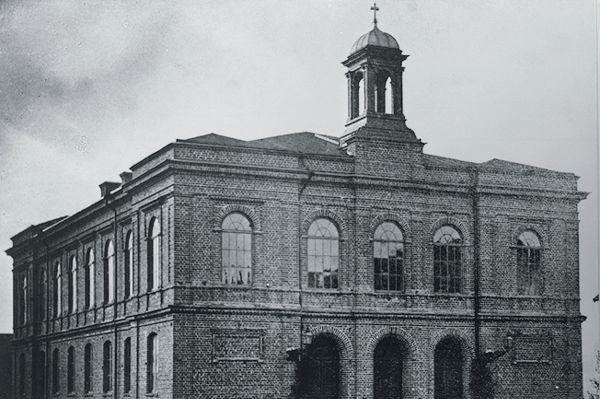
Elimkyrkan fotograferad före branden, vid restaureringen togs tornet bort och taket höjdes.

Elimkapellet uppfördes år 1880 efter ritningar av stadsbyggmästaren Johan August Mesch. Fasaden bestod ursprungligen av oputsat rött tegel, och på taket fanns ett litet klocktorn med ett förgyllt kors. Församlingen hade dessförinnan huserat i ett bönhus med gjutna väggar vid Bünsowska tjärnen, invigt 1860, vars stora hörsal hade plats för 600-700 personer.
Endast murarna återstod efter Sundsvallsbranden 1888. Kyrkan återuppbyggdes och återinvigdes år 1890  efter ritningar av Stockholmsarkitekten Hjalmar Kumlien. Tornet ovanför entrén återuppbyggdes inte – i stället höjdes taket något, byggnaden fick en fronton på gaveln och fasaden fick mörkt brungrå puts.
Kyrkobyggnaden  anses uppvisa stora likheter med Andreaskyrkan i Stockholm, ritad av samma arkitekt, och har drag av den förenklade form av renässans som förekommer i reformerta kyrkor, liksom i spansktalande länder i Sydamerika.
Under 1904-1905 fick kyrkan en flygeltillbyggnad med lägenheter. Kyrkans 14-stämmiga piporgel installerades 1914. Vid mitten av 1950-talet bytte lokalen namn från Elimkapellet till Elimkyrkan. Kyrksalen hade vid den tiden 1 000 sittplatser.
Vid en omfattande inre renovering 1971 byggdes kyrksalen, foajén och församlingssalen om, och interiören fick i stort det utseende som den har i dag. Estraden sänktes, och kyrkan fick en öppen dopgrav istället för den tidigare dopgraven under en lucka i golvet. År 1975 iordningställdes källarvalv för ungdomsarbetet, i en lokal kallad Jeriko.

## Sundsvalls baptistförsamling

### Bildande

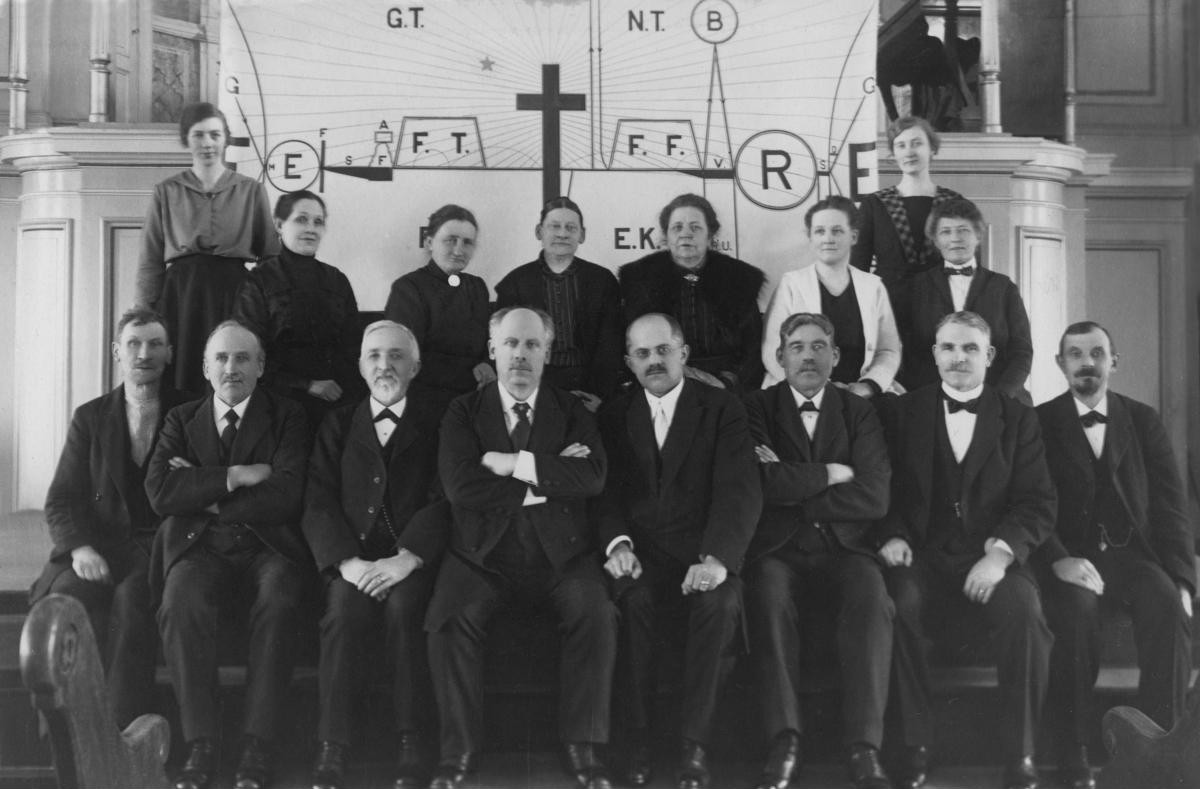
Medlemmar i baptistförsamlingen i Sundsvall. Fotografi från 1925 - 1930.

Baptismen kom tidigt till Sundsvall. Redan 1855 instiftades Norrlands äldsta baptistförsamling,  sju år efter den första svenska baptistförsamlingens bildande.
Den första baptisten i Sundsvallsregionen var en ung kvinna, Johanna Östensson, som hade troendedöpts under ett besök i Stockholm 1854. Hon fick kontakt med en grupp läsare som sedan 1840-talet brukade samlas regelbundet till förbjudna konventiklar i olika hem i Sundsvall. Gruppen skrev ett brev till baptisterna i Stockholm med en förfrågan om de kunde sända någon till Sundsvall för att undervisa, döpa och bilda en baptistförsamling. Körsnären Ferdinand Hejdenberg, som hade döpts 1853 i Tyskland, begav sig således till Sundsvall, och kom att förrätta en rad dop under sin vistelse i regionen i augusti-oktober 1855. Det första baptistiska dopet skedde natten mot den 14 augusti 1855, då Hejdenberg döpte fem personer i Sidsjödammen. Samma dag bildades Sundsvalls baptistförsamling, med bryggaren Jakob Enarsson som föreståndare. Fram till årsskiftet hade sammanlagt 86 personer döpts, och under de första tre åren 256 personer.

### Förföljelser
De tidiga pionjärerna fick utstå förföljelser och trakasserier från myndigheter, statskyrkan och samhället i övrigt. Redan den andra dopförrättningen, som skedde i Ljustorpsån utanför Stavre den 18 augusti 1855, stördes av stenkastning från en stor skara oförstående och illvilliga åskådare. Sammankomster upplöstes av stadsfiskalen, predikanter fick skriftliga varningar av Svenska kyrkan och måste betala böter, anhölls och fick åka fångskjuts till Härnösand, och i lokalpressen förlöjligades baptister.
Även efter att konventikelplakatet upphörde år 1858 förekom det att församlingsmedlemmars barn tvångsdöptes, och räkning sändes hem till föräldrarna, samt att baptister förlorade sin anställning till följd av sin tro.

### Socialt arbete

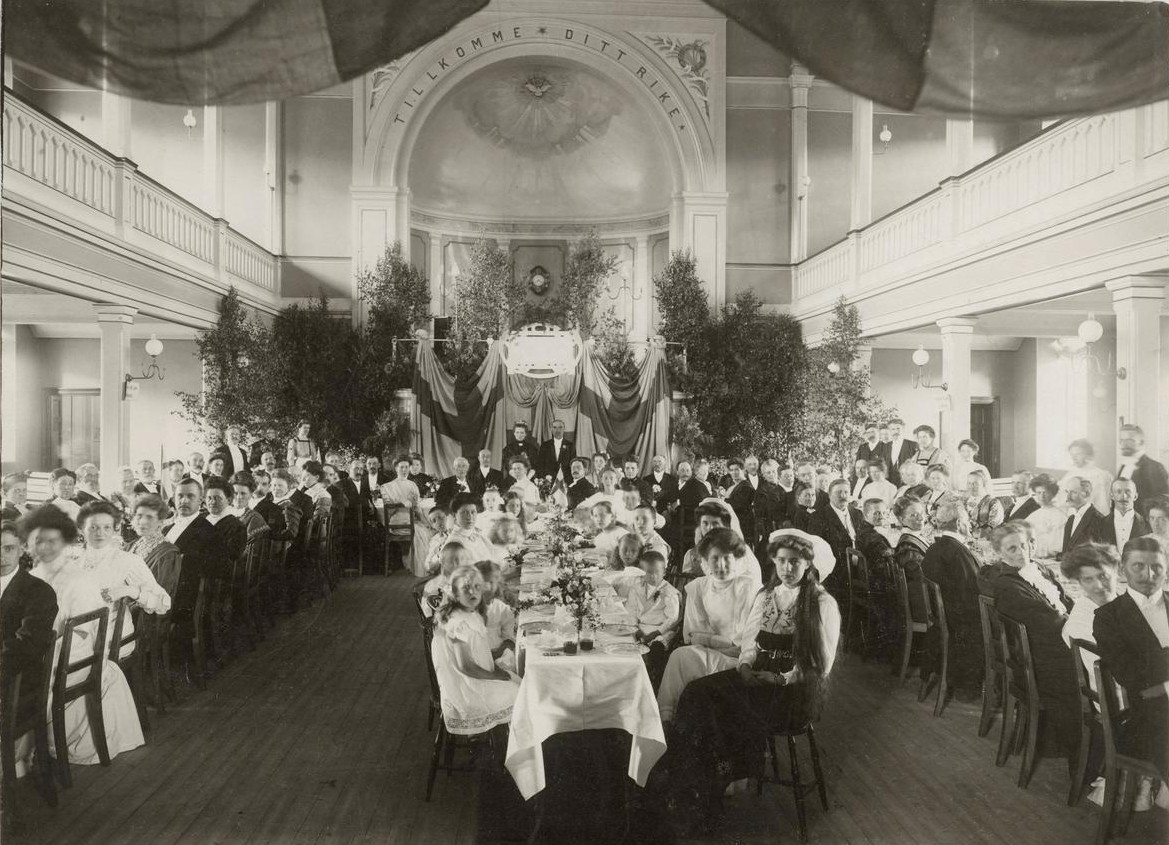
Middagsbjudning i Elimkyrkan, 29 juli 1908.

Församlingen anställde redan 1858 fyra diakoner, och bedrev socialt arbete innefattande kärleksmåltider och bespisning av behövande på 1870-talet. Vardagsskolor och en friskola startades, bland annat 1862, och verksamheten kom främst att fungera som förberedande skola inför läroverksstudier.
En mödraförening bildades 1863 och skänkte kläder och lämnade hyresbidrag till behövande, samt bedrev ålderdomshem åren 1927 till 1956. Under symöten tillverkade syföreningar i olika stadsdelar kläder till fattiga söndagsskolbarn och åldringar. Dessa kvinnoorganisationer förenades 1959 till Sundsvalls baptistförsamlings kvinnoförening, som bland annat genomförde insamlingar till flyktinghjälp.
Den pastor som varit anställd längst var Gunnar Grossby, åren 1986 till 2012. Under hans ledning, vid början av 1990-talet, inleddes samverkan med Anonyma Alkoholister, vilket har resulterat i att församlingen bedriver regelbundna sinnesrogudstjänster med inslag från tolvstegsprogrammen, inspirerade av de sinnesrogudstjänster som Harry Månsus startade 1992 inom Brommadialogen. Dagliga praktiska aktiviteter och samtal arrangeras inom ramen för Vardagskyrkan.

### Mission och församlingsbyggande
Församlingen kom att bli ett centrum för baptismens spridning i Norrland, och på kort tid bildades många dotterförsamlingar främst i Medelpad. Sundsvalls missionsförening bildades 1857, och sände predikanter i Norrland och norra Finland. Föreningen arrangerade bibelskolor i Sundsvall i olika perioder fram till 1960-talet, där många predikanter har fått sin utbildning. 
Församlingen understödjer idag ett barnhem i Rajahmudry, Indien, och stödjer missionärer i Kongo och Thailand.

### Musikrörelse
Sång var ett centralt inslag vid de samlingar i hem som föregick församlingens bildande. Sundsvalls sångförening fanns redan innan församlingens bildande, och framförde stämsång under de stora väckelsemötena på 1850-talet. Kören bytte namn till Elimkören efter att Elimkapellet hade byggts på 1880-talet, och är den äldsta nu existerande kören inom före detta Baptistsamfundet. Enklare strängmusik sjöngs i samband med väckelsemöten och symöten sedan tidigt 1900-tal, av den musikförening som kom att permanentas 1931. 
En ungdomskör startades 1954 med pastorssonen Kjell Lönnå som ledare, och gjorde flera körresor utomlands. Sundsvalls kammarkör är en rikskänd kör som bildades 1965 av personer ur ungdomskören i samband med en generationsväxling, och kan således beskrivas som en fortsättning på baptistförsamlingens ungdomskör.
Idag innefattar församlingens musikliv, förutom Elimkören och flera solister, även lovsångsteam. Lovsångsgudstjänster arrangeras regelbundet.

### Barn- och ungdomsverksamhet

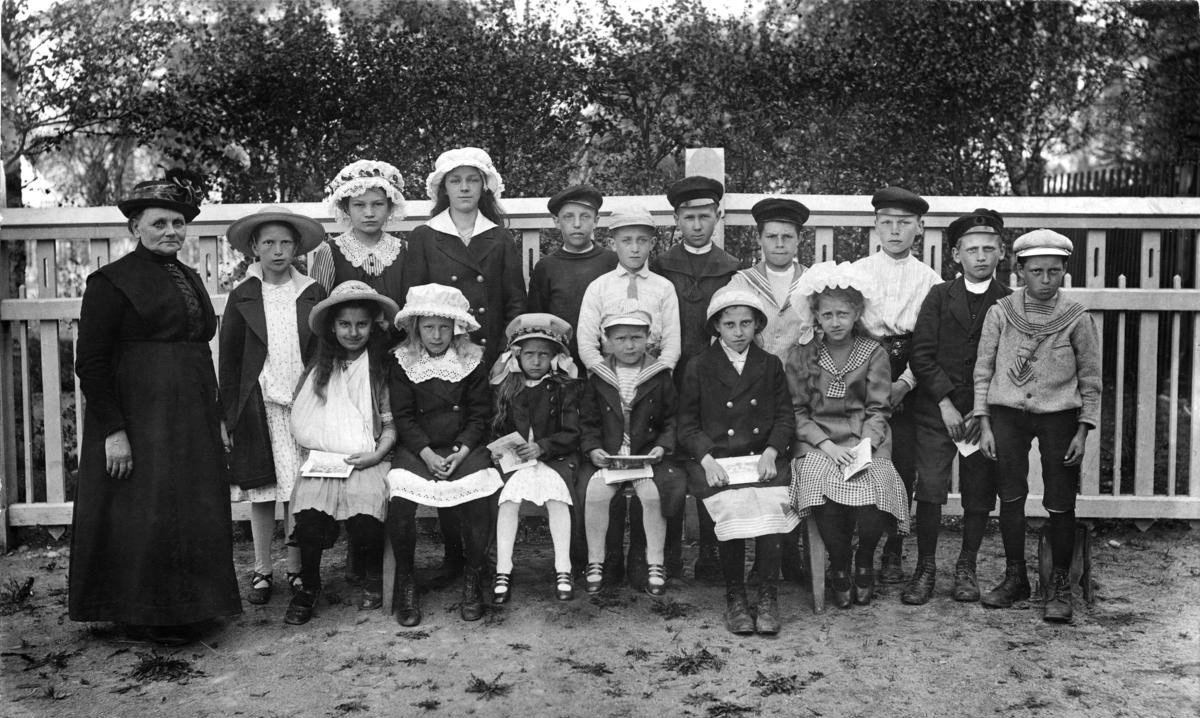
Söndagsskoleklass, 1916.

Söndagsskolverksamheten hade strax efter år 1900 omkring 1 000 barn i olika stadsdelar. Omfattande barn- och ungdomsverksamhet i form av Junior- och GK-föreningar (Goda kamrater) bedrevs mellan 1940-talet och 1980-talet.
Idag bedriver församlingen barn- och ungdomsverksamhet med omfattande drama enligt modell från Willow Creek Community Church i Chicago. Arbetssättet används vid Himlakul (från 4 års ålder), Station (10-15-åringar), såväl som läger på Bänkåsvikens sommargård (8-13 år). Ungdomsverksamheten innefattar även konfirmationsundervisning och tonårssamlingar.

### Församlingstillväxt
Större väckelser inträffade i församlingen åren 1877 (69 döpta vid ett och samma tillfälle i Korstaviken), 1891 (234 döpta under året), 1897-98, 1928 samt 1944 (22 döpta). Under åren med höga doptal uteslöts också många medlemmar, och dotterförsamlingar avknoppades. Församlingen var som störst omkring 1890 med 734 medlemmar, och hade omkring 500 medlemmar åren 1900 till 1936.
I dag (2013) har församlingen drygt 200 medlemmar. På senare år har flera nydöpta tillkommit via tolvstegsprogrammen, alpha- och betakurser (nybörjarkurser om kristendom), kontakter med flyktingar samt församlingens ungdomsverksamhet.

### Samverkan
Sommarens gudstjänster arrangerades under många år tillsammans med Betlehemskyrkan, men förlägges på senare år på sommargården i Bänkåsviken, i samverkan med Hagakyrkan och Salemkyrkan, Alnö. Sommargården invigdes 1980, ursprungligen av  baptistsamfundets distrikt i Medelpad.
I samband med att Baptistsamfundet avvecklades och uppgick i samfundet Gemensam Framtid (som från maj 2013 heter Equmeniakyrkan) blev Sundsvalls baptistförsamling även en med samfundet Evangeliska frikyrkan (EFK) samarbetande församling.

## Baptistkyrkan Sundsvall
Vid ett bildarmöte den 2 april 2023 gick församlingen samman med Haga baptistförsamling, Sundsvall, och bildade församlingen Baptistkyrkan Sundsvall.

### Fotnoter
1. ↑  ”Känslosamt i rättssalen under rättegångens första dag”. Sundsvalls Tidning. https://www.st.nu/2023-04-03/direkt-rattegangen-om-misstankta-mordet-pa-liselotte. Läst 3 april 2023.
2. ↑  ”Om”. Baptist Sundsvall. https://www.baptistsundsvall.se/om. Läst 3 april 2023.
3. 1 2  Förslag till byggnadsminnesförklaring av Elimkyrkan, kv Köpmannen 2, Gustav Adolfs församling, Sundsvalls kommun, Länsstyrelsen i Västernorrlands län, Dnr-432-12181-03, daterad 2005-10-27.
4. 1 2 3 4 5 6 7 8 9 10 11 12  Lars Ågren, Margit Eriksson, Lennart Stadling, Valter Kärnbo, Anders Ågren, Sundsvalls baptistförsamling 150 år, Jubileumsskrift 2005.
5. 1 2  ”Baptistiska samfund”. Sundsvallsminnen. Arkiverad från originalet den 24 mars 2014. https://web.archive.org/web/20140324064956/http://minnen.sundsvall.se/foreningsliv/religiosaorganisationer/baptistiskasamfund.4.461a4d4d109f4468cd9800014974.html.
6. 1 2  Fest när Elim i Sundsvall fyller 150 år, Tidningen Dagen 30 September 2005.
7. 1 2  Våra kyrkor och kapell Arkiverad 6 mars 2016 hämtat från the Wayback Machine. Sundsvalls tidning 1943-04-06.
8. 1 2 3 4 5  Sundsvalls baptistförsamling. Officiell webbplats. Accessdatum 2013-05-18.
9. ↑  Personbiografi över Peter Ferdinand Hejdenberg Arkiverad 22 juli 2015 hämtat från the Wayback Machine., Sundsvallsminnen.
10. ↑  Yngve Dahg, Läseriet i Norrland och döparrörelsens vägröjare i Dalarna och på Västkusten: en studie, 1980.
11. ↑  Brommadialogen: Historik Arkiverad 11 juni 2013 hämtat från the Wayback Machine., accessdatum 2013-05-20.
12. ↑  Historik Arkiverad 4 mars 2016 hämtat från the Wayback Machine. Elimkyrkans webbplats. Accessdatum 2013-05-18.
13. ↑  Stans äldsta kör fyller 150